# Llançà
Llançà este o localitate în Spania în comunitatea Catalonia în provincia Girona. În 2005 avea o populatie de 5784 locuitori.
1. ↑  Nomenclátor Geográfico de Municipios y Entidades de Población (20240402 edition)
2. 1 2   http://www.idescat.cat/pub/?id=aec&n=925&t=2016 Lipsește sau este vid: |title= (ajutor)